# Natació als Jocs Olímpics d'estiu de 2012 - 200 metres papallona femenins
La prova dels 200 metres papallona femenins dels Jocs Olímpics d'Estiu de 2012 es va disputar el 31 de juliol i 1 d'agost al London Aquatics Centre.
La victòria fou per la xinesa Jiao Liuyang fou la vencedora establint un nou rècord olímpic de la modalitat en acabar la cursa en 2' 04" 06, dotze centèsimes millor que l'anterior. Mireia Belmonte acabà en segona posició, aconseguint d'aquesta manera la primera medalla per a una nedadora catalana en els presents Jocs Olímpics. En tercera posició acabà la japonesa Natsumi Hoshi.

## Rècords
Abans de la prova els rècords del món i olímpic existents eren els següents:
| Rècord del món | 2:01.81 | Liu Zige (CHN) | 21 d'octubre de 2009 | Jinan (Xina)  | [ 3 ] |
| Rècord olímpic | 2:04.18 | Liu Zige (CHN) | 14 d'agost de 2008   | Pequín (Xina) | [ 4 ] |

Els següents rècords foren superats durant aquesta prova:
| Data      | Prova | Nom                | Temps   | OR | WR |
| --------- | ----- | ------------------ | ------- | -- | -- |
| 1 d'agost | Final | Jiao Liuyang (CHN) | 2:04.06 | OR |    |

## Medallistes
| Or                 | Plata                 | Bronze              |
| Jiao Liuyang (CHN) | Mireia Belmonte (ESP) | Natsumi Hoshi (JPN) |

## Resultats

### Sèries
| Pos | Sèrie | Línia | Nom                      | Temps   | Notes |
| --- | ----- | ----- | ------------------------ | ------- | ----- |
| 1   | 4     | 6     | Kathleen Hersey (USA)    | 2:06.41 | Q     |
| 2   | 3     | 4     | Jiao Liuyang (CHN)       | 2:07.15 | Q     |
| 3   | 4     | 5     | Jemma Lowe (GBR)         | 2:07.64 | Q     |
| 4   | 3     | 6     | Katinka Hosszú (HUN)     | 2:07.75 | Q     |
| 5   | 4     | 3     | Zsuzsanna Jakabos (HUN)  | 2:07.79 | Q     |
| 6   | 2     | 4     | Natsumi Hoshi (JPN)      | 2:08.04 | Q     |
| 7   | 2     | 6     | Judit Ignacio (ESP)      | 2:08.14 | Q     |
| 8   | 3     | 3     | Cammile Adams (USA)      | 2:08.18 | Q     |
| 9   | 2     | 5     | Mireia Belmonte (ESP)    | 2:08.19 | Q     |
| 10  | 2     | 7     | Choi Hye-Ra (KOR)        | 2:08.45 | Q     |
| 11  | 4     | 4     | Liu Zige (CHN)           | 2:08.72 | Q     |
| 12  | 2     | 3     | Jessicah Schipper (AUS)  | 2:08.74 | Q     |
| 13  | 3     | 2     | Martina Granström (SWE)  | 2:08.94 | Q     |
| 14  | 4     | 1     | Anja Klinar (SVN)        | 2:09.24 | Q     |
| 15  | 2     | 2     | Audrey Lacroix (CAN)     | 2:09.25 | Q     |
| 16  | 4     | 2     | Otylia Jędrzejczak (POL) | 2:09.33 | Q     |
| 17  | 3     | 5     | Ellen Gandy (GBR)        | 2:09.92 |       |
| 18  | 1     | 5     | Ingvild Snildal (NOR)    | 2:10.99 |       |
| 19  | 4     | 7     | Katerine Savard (CAN)    | 2:11.05 |       |
| 20  | 3     | 7     | Samantha Hamill (AUS)    | 2:11.07 |       |
| 21  | 3     | 8     | Denisa Smolenova (SVK)   | 2:11.10 |       |
| 22  | 1     | 3     | Andreina Pinto (VEN)     | 2:11.23 |       |
| 23  | 4     | 8     | Rita Medrano (MEX)       | 2:11.42 |       |
| 24  | 1     | 4     | Sara Oliveira (POR)      | 2:11.54 |       |
| 25  | 2     | 1     | Martina van Berkel (SUI) | 2:12.25 |       |
| 26  | 3     | 1     | Joanna Melo (BRA)        | 2:13.17 |       |
| 27  | 2     | 8     | Emilia Pikkarainen (FIN) | 2:13.81 |       |
| 28  | 1     | 6     | Cheng Wan-Jung (TPE)     | 2:14.29 |       |

### Semifinals

#### Semifinal 1
| Pos | Línia | Nom                      | Temps   | Notes |
| --- | ----- | ------------------------ | ------- | ----- |
| 1   | 4     | Jiao Liuyang (CHN)       | 2:06.10 | Q     |
| 2   | 3     | Natsumi Hoshi (JPN)      | 2:06.37 | Q     |
| 3   | 6     | Cammile Adams (USA)      | 2:07.33 | Q     |
| 4   | 5     | Katinka Hosszu (HUN)     | 2:07.69 |       |
| 5   | 1     | Anja Klinar (SVN)        | 2:07.84 |       |
| 6   | 7     | Jessicah Schipper (AUS)  | 2:08.21 |       |
| 7   | 2     | Hye Ra Choi (KOR)        | 2:08.32 |       |
| 8   | 8     | Otylia Jedrzejczak (POL) | 2:13.09 |       |

#### Semifinal 2
| Pos | Línia | Nom                     | Temps   | Notes |
| --- | ----- | ----------------------- | ------- | ----- |
| 1   | 4     | Kathleen Hersey (USA)   | 2:05.90 | Q     |
| 2   | 2     | Mireia Belmonte (ESP)   | 2:06.62 | Q     |
| 3   | 3     | Zsuzsanna Jakabos (HUN) | 2:06.82 | Q     |
| 4   | 7     | Liu Zige (CHN)          | 2:06.99 | Q     |
| 5   | 5     | Jemma Lowe (GBR)        | 2:07.37 | Q     |
| 6   | 1     | Martina Granström (SWE) | 2:07.83 |       |
| 7   | 8     | Audrey Lacroix (CAN)    | 2:08.00 |       |
| 8   | 6     | Judit Ignacio (ESP)     | 2:08.96 |       |

### Final
| Pos               | Línia | Nom                     | Temps   | Notes |
| ----------------- | ----- | ----------------------- | ------- | ----- |
| Medalla d'or      | 5     | Jiao Liuyang (CHN)      | 2:04.06 | (OR)  |
| Medalla de plata  | 6     | Mireia Belmonte (ESP)   | 2:05.25 | NR    |
| Medalla de bronze | 3     | Natsumi Hoshi (JPN)     | 2:05.48 |       |
| 4                 | 4     | Kathleen Hersey (USA)   | 2:05.78 |       |
| 5                 | 1     | Cammile Adams (USA)     | 2:06.78 |       |
| 6                 | 8     | Jemma Lowe (GBR)        | 2:06.80 |       |
| 7                 | 2     | Zsuzsanna Jakabos (HUN) | 2:07.33 |       |
| 8                 | 7     | Liu Zige (CHN)          | 2:07.77 |       |

OR - Rècord Olímpic / NR - Rècord nacional